# Mario Agiu
Mario Agiu (n. 5 martie 1956, București, România) este un fotbalist român care a jucat la FC Steaua București (1975–1981) și FC Oțelul Galați pe postul de fundaș central. A jucat 125 meciuri și a înscris 3 de goluri pentru echipa din Ghencea, unde a câștigat două titluri de campion. A antrenat în sezonul 1983-1984 echipa CF Chindia Târgoviște, dar și grupe de juniori de la alte cluburi.